# Agdistis balchashensis
Agdistis balchashensis is een vlinder uit de familie van de vedermotten (Pterophoridae). De wetenschappelijke naam van de soort is voor het eerst geldig gepubliceerd in 1997 door Zagulajev.